# ۷ زن
۷ زن (انگلیسی: 7 Women) فیلمی در ژانر درام به کارگردانی جان فورد است که در سال ۱۹۶۶ منتشر شد.

## بازیگران
- آن بنکرافت
- مارگارت لیتون
- فلورا رابسون
- سو لیون
- میلدرد دانوک
- بتی فیلد
- ادی آلبرت
- مایک مازورکی
- آنا لی
- وودی استرود